# Kawasaki C-1
Il Kawasaki C-1 è un bimotore a getto da trasporto tattico a corto/medio raggio ad ala alta prodotto dall'azienda giapponese Kawasaki Heavy Industries dagli anni settanta e rimasto in servizio fino al 2025 con la Kōkū Jieitai, la forza aerea di autodifesa giapponese.

## Storia

### Sviluppo
Alla metà degli anni '60 la flotta di aerei per il trasporto della Kōkū Jieitai, la forza aerea giapponese, era composta principalmente da diversi Curtiss C-46 Commando, un velivolo cargo americano costruito durante la Seconda guerra mondiale. Al tempo il Curtiss C-46 Commando era relativamente capiente, ma non reggeva più il confronto con il nuovo Lockheed C-130 Hercules ed era obiettivamente obsoleto.

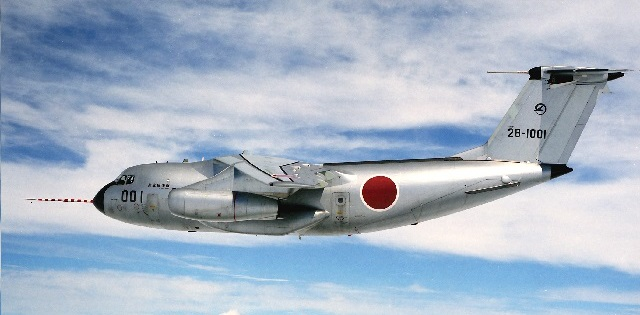
Il prototipo XC-1 in volo.

Fu così che nel 1966 fu emessa una specifica per la costruzione di un aereo da trasporto più moderno, per soddisfare le richieste della Kōkū Jieitai. Nel 1968 fu assegnato un contratto per la costruzione di due prototipi. Inizialmente partecipò attivamente ai lavori di progettazione anche la Japan Aircraft Manufacturing Corporation (NAMC), ma a causa di problemi burocratici fu costretta a ritirarsi. Il primo velivolo, chiamato XC-1, fu quindi costruito dalla Kawasaki presso gli stabilimenti di Gifu, a partire dall'estate 1969, e volò per la prima volta il 12 novembre 1970.

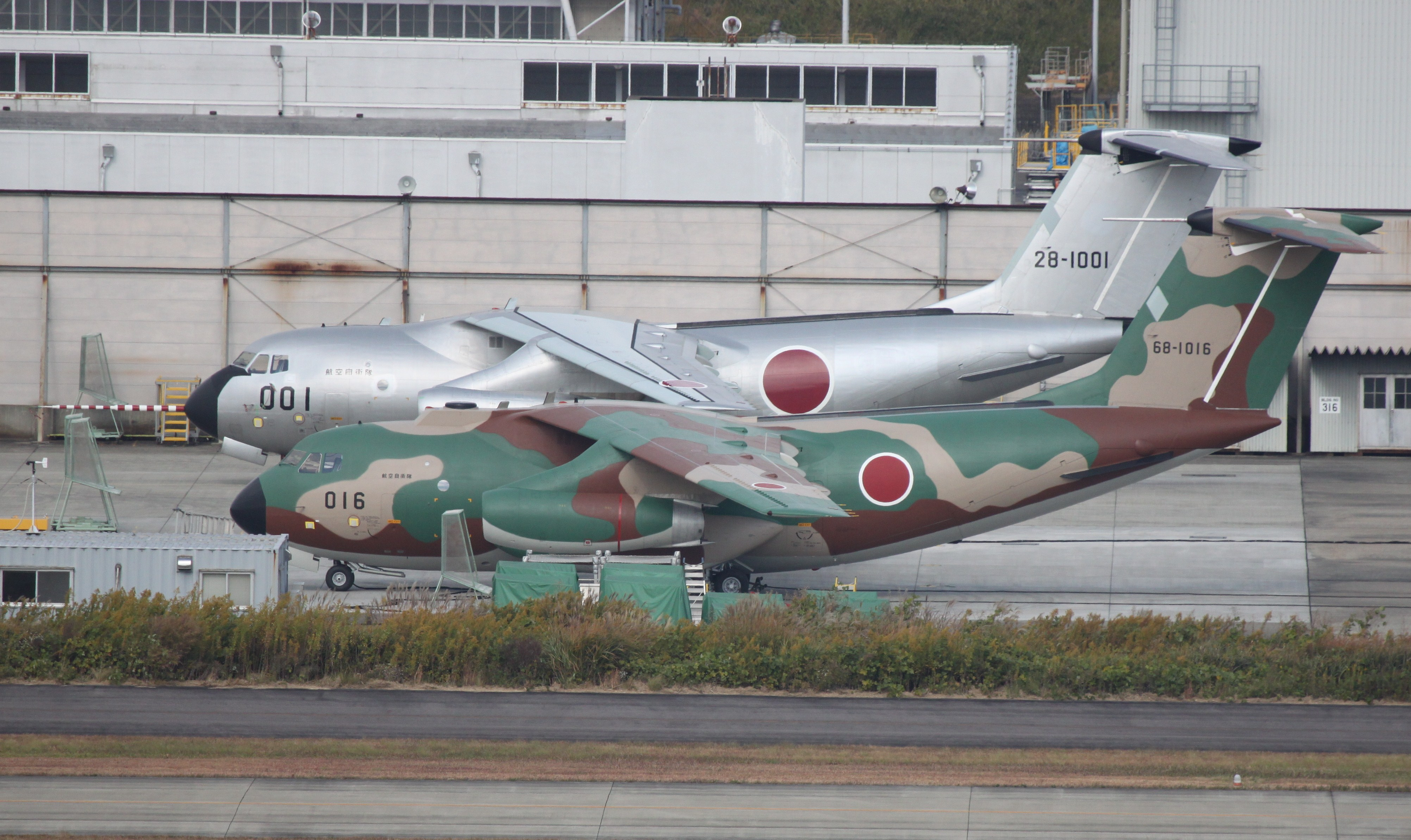
Il prototipo XC-1 verniciato in argento dietro un C-1 di serie con la livrea mimetica a tre toni.

La valutazione dei due prototipi portò al contratto per la fabbricazione di due esemplari di preserie, e in seguito nel 1972 all'ordine per la produzione in serie. I lavori furono avviati speditamente e la produzione terminò soltanto alla fine del 1981.

## Caratteristiche tecniche
Il Kawasaki C-1 è un monoplano ad ala alta a freccia con impennaggio a T,  e carrello triciclo anteriore retrattile. La propulsione è garantita da due turboventole Pratt & Whitney JT8D-9, prodotte su licenza da Mitsubishi, con una spinta ciascuna di circa 6.577 kg , e montate sotto le ali in due gondole subalari. 
La velocità di crociera è di 657 km/h a un'altitudine di 10.000 metri, mentre la velocità massima raggiungibile è di 806 km/h.

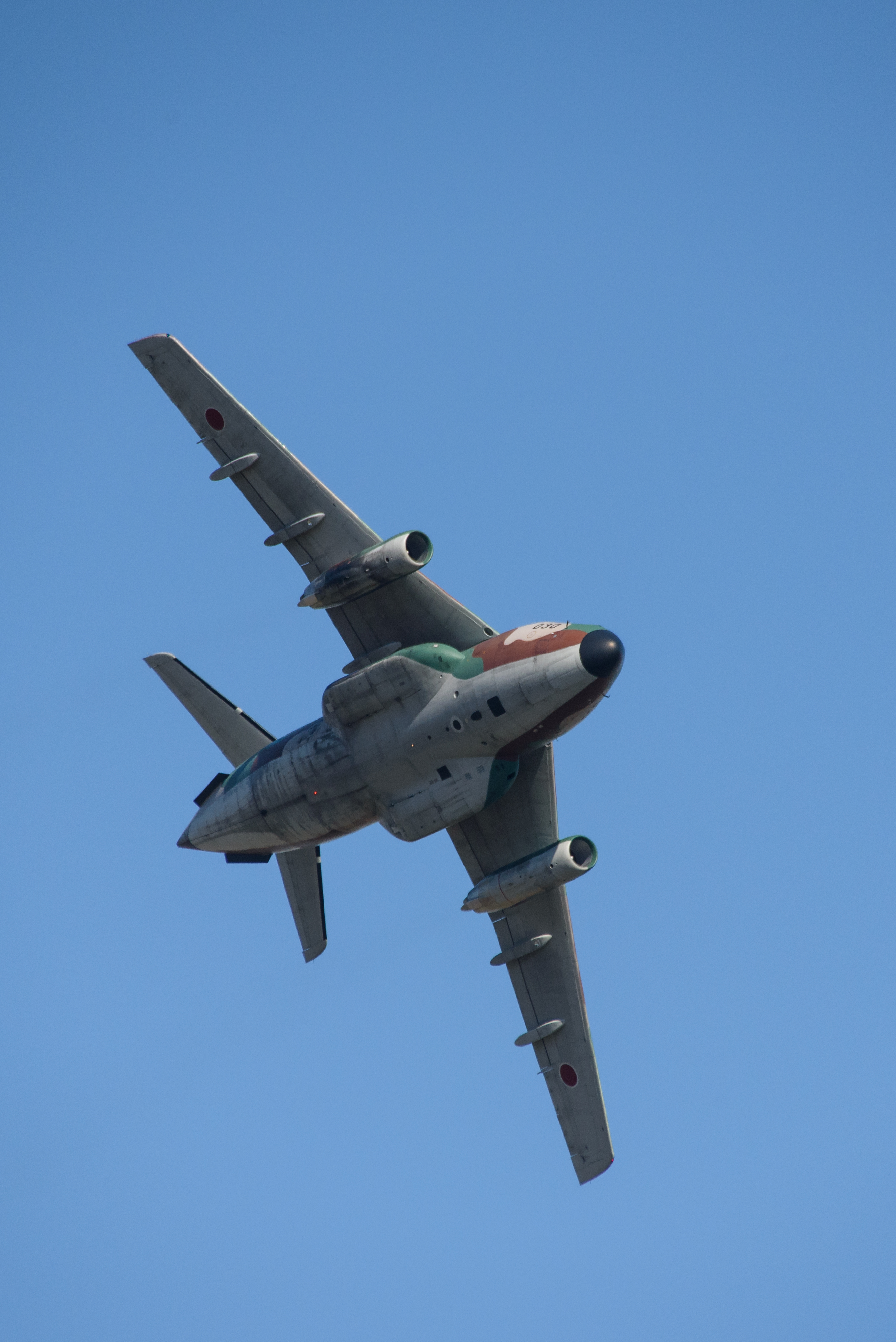
Una manovra spettacolare durante un'esibizione alla base aerea di Iruma nel 2015.

L'equipaggio è composto da cinque persone. Il C-1 è completamente pressurizzato e condizionato, e può trasportare fino a 60 soldati o 45 paracadutisti completi di ogni dotazione. Altrimenti possono essere imbarcati fino a 36 feriti con barelle e personale medico.
Il carico standard è di circa 8.000 kg, ma in particolari condizioni può raggiungere il massimo di 11.900 kg.

## Impiego operativo
Il Kawasaki C-1 è stato introdotto in servizio operativo con la Kōkū Jieitai, la forza aerea di autodifesa giapponese, nell'aprile 1973. Dopo il primo volo effettuato il 12 novembre 1970, il prototipo venne assegnato alla base aerea della Kōkū Jieitai a Gifu, il 24 febbraio 1971, per la sperimentazione che terminò nell'aprile 1973 con l'abilitazione del velivolo all'impiego operativo. Tuttavia inizialmente i primi esemplari di Kawasaki C-1 furono assegnati alla base aerea di Iruma soltanto per l'addestramento e altre prove, e in particolare vennero affidati per tale incarico al 402° Squadrone di trasporto aereo tattico, che li ha schierati ufficialmente il 14 dicembre 1973. Finalmente, nell'aprile 1975, il C-1 raggiunse la piena operatività e iniziò a svolgere missioni regolari.

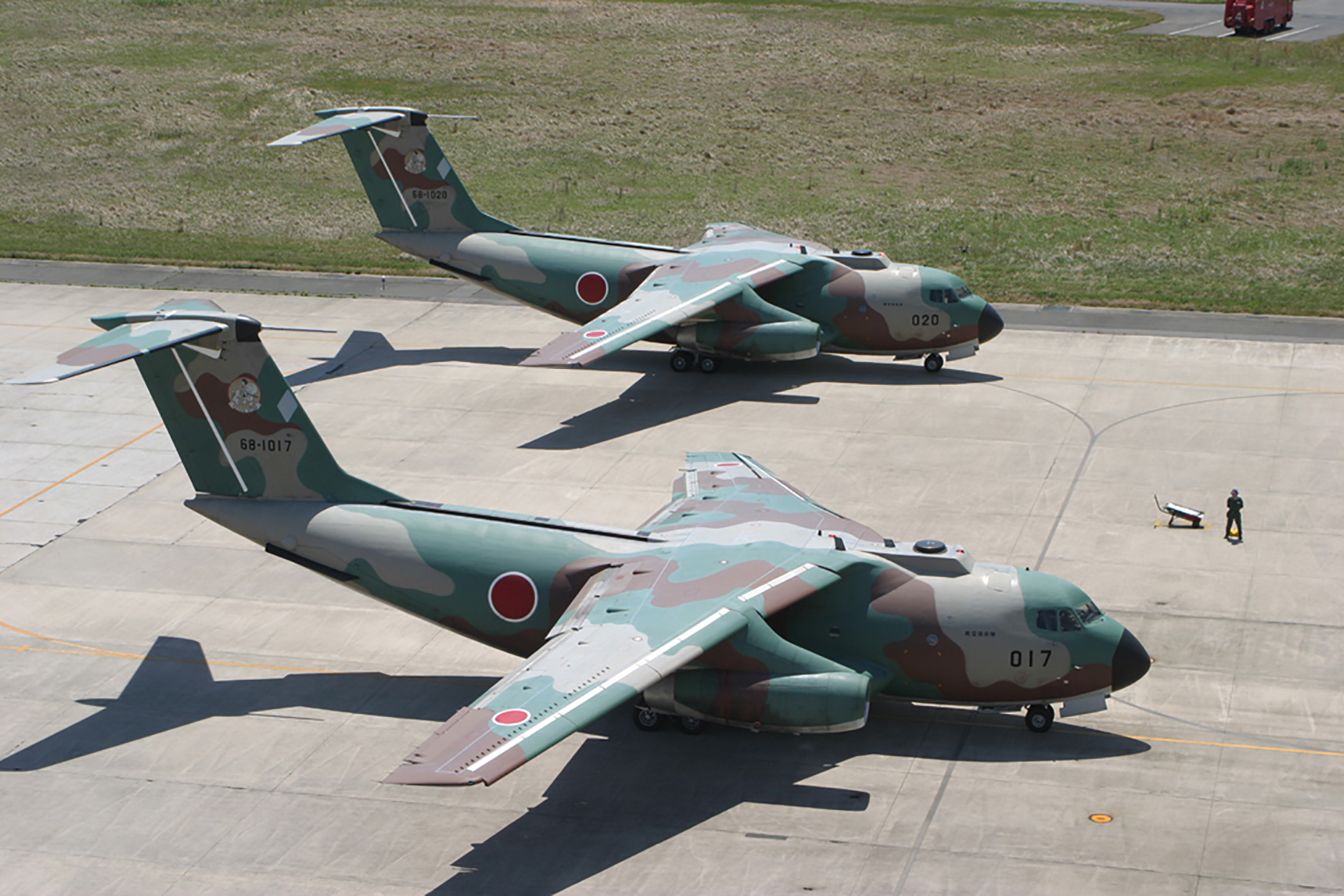
Una coppia di cargo C-1.

Sono stati costruiti un totale di 31 esemplari, l'ultimo dei quali è stato consegnato il 21 ottobre 1981.
Benché ci siano stati progetti più avanzati, come il Kawasaki C-2, destinati a sostituirlo, il C-1 è rimasto in servizio ben oltre il 2020 come trasporto truppe e materiali per le Forze di autodifesa giapponesi. Alla fine di marzo 2023 erano comunque rimasti in servizio soltanto 6 esemplari di C-1.
Il 14 marzo 2025 (il giorno prima era stata la volta della versione ELINT EC-1), il C-1FTB 28-1001, dotato della livrea speciale Phoenix, decollò da Iruma e, dopo aver eseguito alcuni touch and go e manovre di combattimento, ricevette il "water cannon",  e fu ritirato dal servizio concludendo 53 anni di attività con la JASDF.

## Varianti
- XC-1 - Prototipo.
- C-1 - Versione standard per il trasporto.
- C-1A - Versione migliorata per il trasporto con maggiore autonomia costruita in 5 esemplari.
- C-1FTB - Prototipo usato come banco di prova FTB (Flying Test Bed).
- EC-1 - Versione ELINT e per la guerra elettronica.
- Asuka - Modello sperimentale di aereo STOL (Short Take Off and Landing) dotato di quattro motori, costruito in un unico esemplare.

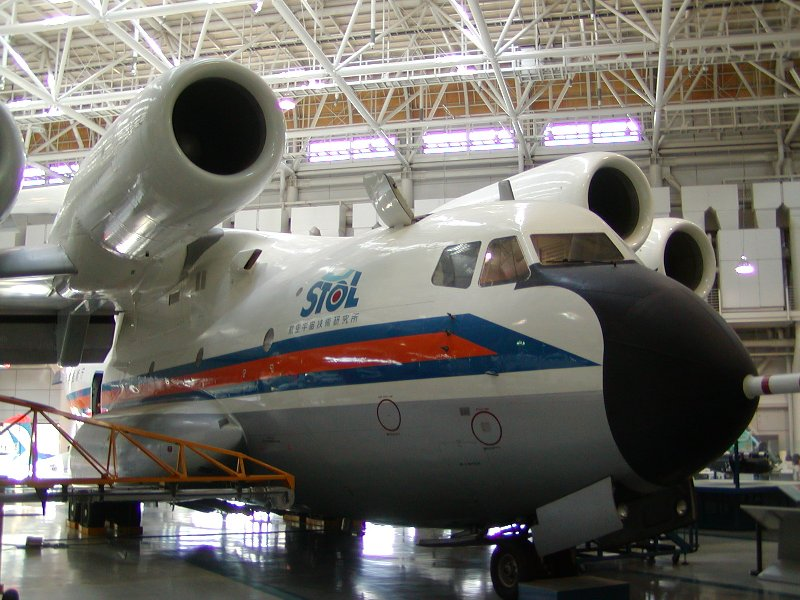
Il modello sperimentale Asuka.

## Utilizzatori
Giappone
- Kōkū Jieitai

31 C-1/C-1A da trasporto (incluso un EC-1 ELINT ottenuto modificando il ventunesimo esemplare) consegnati tra il 24 febbraio del 1971 e il 1981. Fra questi velivoli sono inclusi anche 2 prototipi, il primo dei quali fu poi ampiamente utilizzato come banco di prova in volo, per la sperimentazione di motori e la valutazione di attrezzature e dispositivi elettronici. Gli ultimi esemplari (inclusa la versione ELINT EC-1 rimossa il giorno prima) sono stati ritirati dal servizio operativo il 14 marzo 2025.

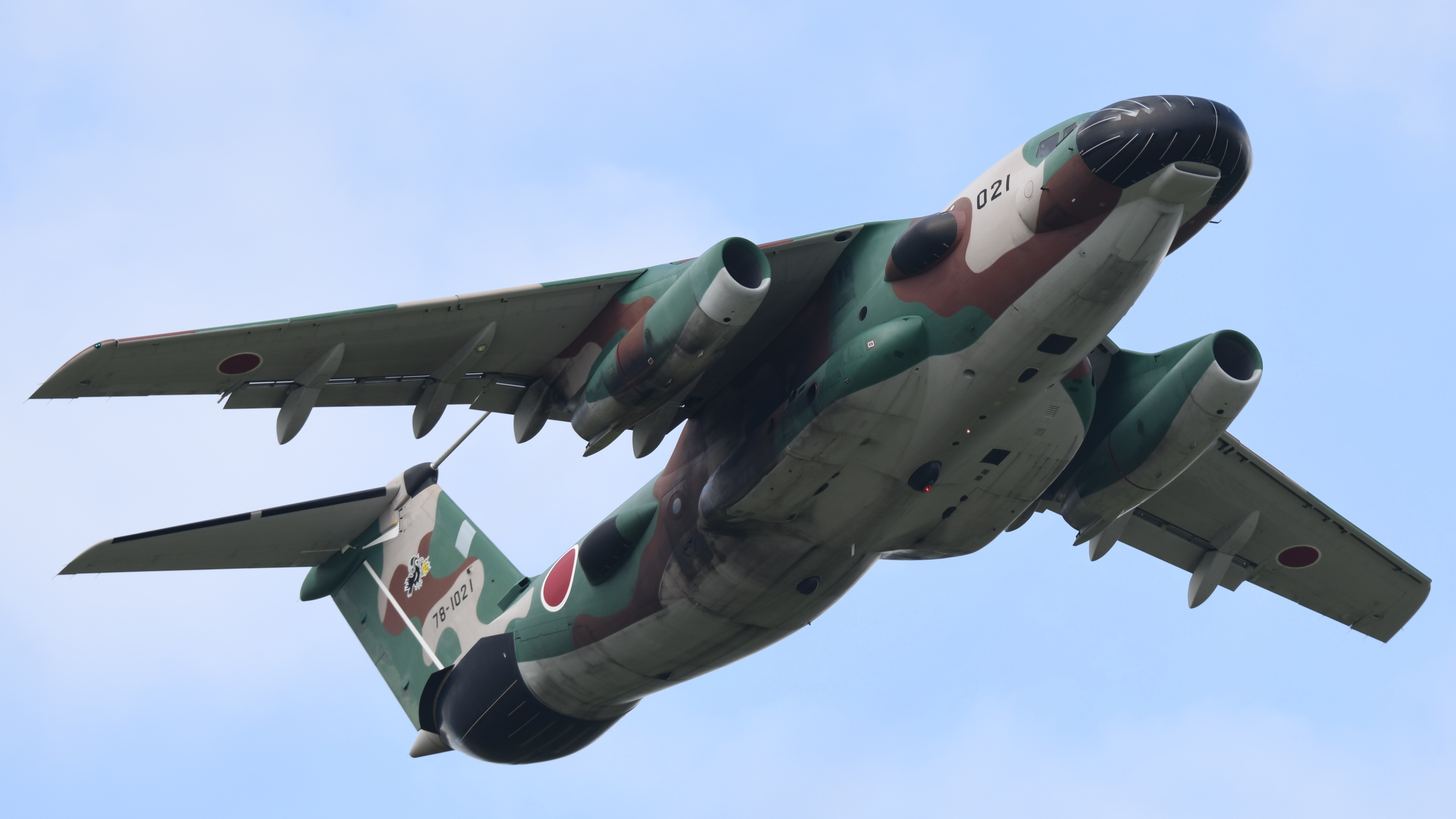
La versione EC-1 per la guerra elettronica.

In totale furono costruiti 31 esemplari fra prototipi, modelli di preserie e di serie (esclusa la versione Asuka che viene considerata un tipo diverso di aeroplano).